# Grandisonia brevis
Grandisonia brevis és una espècie d'amfibis gimnofions de la família Caeciliidae. És endèmica de les illes Seychelles.